# Agrypon reticulatum
Agrypon reticulatum là một loài tò vò trong họ Ichneumonidae.